# Robert Friend (poet)
Robert Friend (n. 25 noiembrie 1913, Brownsville⁠(d), New York, SUA – d. 14 ianuarie 1998, Ierusalim, Palestina) a fost un poet și traducător israelian de origine americană. S-a născut în SUA într-o familie de evrei ruși și a emigrat în anul 1950 în Israel, unde a devenit profesor de literatura engleză la Universitatea Ebraică din Ierusalim. A devenit cunoscut ca poet de limbă engleză și ca traducător al operelor poeților evrei moderni.

## Biografie
Friend s-a născut la 25 noiembrie 1913 într-o familie de imigranți evrei săraci, originari din Rusia, în mahalaua Brownsville a districtului Brooklyn (New York). El era cel mai mare dintre cinci copii ai familiei. Tatăl lui a abandonat familia, iar mama lor s-a confruntat cu mari dificultăți și adesea nu a avut bani pentru a-și putea hrăni copiii. În timpul Marii Crize a urmat studii la Brooklyn College⁠(d) (pe care le-a absolvit în 1934), iar apoi a căutat de lucru în străinătate. În cursul următorilor șapte ani a lucrat ca funcționar cu probleme de salarizare și inspector însărcinat cu verificarea stingătoarelor în Puerto Rico și Panama, apoi s-a întors în Statele Unite ale Americii, unde a fost cenzor în timpul celui de-al Doilea Război Mondial și profesor de limba și literatura engleză. Pasiunea sa pentru poezie datează din acei ani.
S-a stabilit în Israel în 1950, unde a trăit tot restul vieții. A predat timp de peste treizeci de ani literatura engleză și americană la Universitatea Ebraică din Ierusalim. S-a specializat în opera lui E.M. Forster și a devenit cunoscut în Israel ca poet de limba engleză și traducător de poezie ebraică. Era un adept al sionismului cultural al lui Ahad Ha'am și, din punct de vedere politic, un susținător al stângii liberale și al înțelegerii cu palestinienii promovate de Yitzhak Rabin și Shimon Peres. A locuit mult timp într-un apartament de la subsolul unei clădiri de pe strada Jabotinsky (care găzduise mai demult o cantină Naafi și biblioteca lui Martin Buber), unde, ca urmare a comportamentul său prietenos și sensibil, era vizitat adesea de rude, prieteni și iubiți. A murit la 14 ianuarie 1998 la Ierusalim.
Robert Friend era homosexual, iar orientarea sa sexuală și-a găsit expresie în poezia sa cu mult înainte de epoca Stonewall. Potrivit celor afirmate de Edward Field în Greenwood Encyclopedia of American Poetry, Shadow on the Sun opera sa este „remarcabilă prin faptul că, pentru vremea ei, conține atât de multe poezii despre homosexualitatea autorului”. Deschiderea lui Friend a continuat pe tot parcursul carierei sale de scriitor.

## Activitatea  literară
În afara activității sale didactice, Robert Friend s-a remarcat ca poet. Pasiunea pentru poezie a fost constantă pe parcursul vieții sale. Opera sa poetică a fost influențată de scrierile cu metru și rimă tradițională ale lui Frost și Auden. Primul său volum de versuri, Shadow on the Sun, a fost publicat în 1941. Friend a publicat apoi șase cărți la edituri mici din SUA, Marea Britanie și Israel și alte două la editura Menard Press din Londra. Ultimul său volum de poezii, Dancing with a Tiger: Poems 1941-1998, a fost publicat postum în 2003.
Friend și-a scris opera poetică în limba engleză, deși a trăit mai mult de jumătate din viață în Israel. În timp ce poeții israelieni de limbă franceză erau foarte puțini (singurul poet semnificativ era Claude Vigée), poeții israelieni de limbă engleză de la Ierusalim erau numeroși, iar Friend a concurat cu Shirley Kaufman, Dennis Silk și Gabriel Levin. Poetul american Edward Field, care i-a fost prieten și a considerat poezia lui Friend ca „pământul mamă de unde am plecat”, a scris: „Refuzul lui de a avea încredere cu ușurință - în sentimente, limbaj sau idei - este aproape religios și stă la baza umorului din multe dintre poeziile sale. Din moment ce nu se pune problema de a nega eroticul, poemele îl celebrează, explorând totodată prețul amar și exigent. Dar poetica [lui Friend] este atât de jucăușă și de muzicală încât suntem încântați [...] să recunoaștem că aceste poezii sunt cu adevărat despre noi înșine”.
Activitatea de traducător de poezie a lui Friend a umbrit însă opera sa poetică, care a fost relativ neglijată de critici. Friend a tradus în limba engleză aproximativ 800 de poezii din ebraică, idiș, spaniolă, franceză, germană și arabă. Toby Press a publicat două volume din traducerile sale în seria Hebrew Classics: Found in Translation: Modern Hebrew Poets, A Bilingual Edition (2006, ediția a II-a revizuită) și Ra'hel: Flowers of Perhaps (2008, ediția a II-a revizuită). Printre poeții evrei pe care i-a tradus singur sau în colaborare cu alți confrați (precum Shimon Sandbank) se numără Haim Nahman Bialik, Rahela, Nathan Alterman, Lea Goldberg, Gabriel Preil⁠(d), Yehuda Amihay și Șmuel Iosef Agnon. Dragostea, adesea nefericită, a acestor poeți își găsește glasul în traducerile realizate de Robert Friend.

## Premii
Friend a câștigat premiul pentru poezie „Jeannette Sewell Davis” (Chicago).

## Opera

### Volume de poezii
- Shadow on the Sun (The Press of James A. Decker, Prairie City, Illinois, 1941)
- Salt Gifts (The Charioteer Press, Washington, DC, 1964)
- The Practice of Absence (Beth-Shalom Press, Israel, 1971)
- Selected Poems (Tambimuttu at The Seahorse Press, Londra, 1976)
- Somewhere Lower Down (The Menard Press, Londra, 1980)
- Dancing With A Tiger (The Beth-Shalom Press, Israel, 1990)
- Abbreviations (Etcetera Editions, Israel, 1994)
- The Next Room (The Menard Press, Londra, 1995)
- After Catullus (The Beth-Shalom Press, Israel, 1997)
- Dancing with a Tiger: Poems 1941-1998, editat de Edward Field, prefață de Gabriel Levin (Menard Press, Londra, 2003)

### Traduceri
- Leah Goldberg: Selected Poems (Menard Press, Panjandrum Press, 1976)
- Natan Alterman: Selected Poems (Hakibbutz Hameuchad Publishing House, Israel, 1978)
- Gabriel Preil: Sunset Possibilities and Other Poems (The Jewish Publication Society, Philadelphia, 1985)
- Featured Translator, „Second International Poets Festival, Jerusalem”, Modern Poetry in Translation, nr. 4, Winter 1993-1994, editat de Daniel Weissbort
- Flowers of Perhaps: Selected Poems of Ra'hel (Menard Press, Londra, 1995)
- S.Y. Agnon: The Book Of The Alphabet (The Jewish Publication Society, Philadelphia, 1998)
- Featured Translator, „Palestinian and Israeli Poets”, Modern Poetry in Translation, nr. 14, Winter 1998-1999, editat de Daniel Weissbort
- Found in Translation: 100 Years of Modern Hebrew Poetry, editată și prefațată de Gabriel Levin, Menard Press, 1999 (traducere recomandată de Poetry Book Society)
- Found in Translation: 20 Hebrew Poets: ediție bilingvă, editată și prefațată de Gabriel Levin (The Toby Press, 2006)
- Flowers of Perhaps: Selected Poems of Ra'hel, ediție bilingvă (The Toby Press, 2008)

### Publicări în periodice
- Poezii și traduceri au fost publicate în periodicele Poetry, The Washington Post, The New York Times, The New Yorker, Tikkun, Home Planet News, The Jerusalem Post, The Independent, The Atlantic, The Nation, Commentary, The Christian Science Monitor, The New Republic, Partisan Review, Prairie Schooner, Quarterly Review of Literature, Jerusalem Review, Hadassah Magazine, The London Magazine, European Judaism, Forward, Tel Aviv Review, Beloit Poetry Journal, Ariel, Israel Life and Letters, Neovictorian/Cochlea, Delos, Shirim, Arc 3, 5 A.M., Bay Windows, Midstream

## Seminarii
- Recital de poezie și discuții. „Three Maverick Poets: An Unflinching Exploration of the Lives and Works of Robert Friend, '34, Chester Kallman, '41, and Harold Norse, '38”. Moderatori: Edward Field, Edward Mendelson și Regina Weinrich. Sponsorizat de Brooklyn College din New York, 27 octombrie 2005.

## Radio
- Trei poezii recitate de Garrison Keillor în cadrul emisiunii „The Writer's Almanac”, ianuarie 2003 și ianuarie 2004
- Programul „Dreamstreets”, moderat de Steven Leech, dedicat poeziei lui Robert Friend, februarie 2004 (University of Delaware at Newark)

## Compoziții muzicale
- Traducerea unei poezii a lui Natan Alterman în cântecul „Mother's Lament”, compus de Sharon Farber, interpretat de Los Angeles Master Chorale, septembrie 2002
- Traducerea unei poezii a Rahelei în cântecul „Women of Valor”, compus de Andrea Clearfield

## Drepturi de autor
- Drepturile de autor ale lui Robert Friend sunt deținute de nepoata sa, Jean Shapiro Cantu. Arhivele sale se află la Biblioteca Colegiului Brooklyn (Department of Special Collections) și la Biblioteca Universității din Delaware (Department of Special Collections).